# Bower Award and Prize for Achievement in Science
Der Bower Award and Prize for Achievement in Science des Franklin Institute ist ein von dem Chemie-Industriellen Henry Bower gestifteter, US-amerikanischer Wissenschaftspreis, mit dem seit 1990 herausragende wissenschaftliche Leistungen von Einzelpersonen ausgezeichnet werden. Das Gebiet, auf dem der mit 250.000 US-Dollar dotierte Preis vergeben wird, wechselt jedes Jahr.
Das Franklin Institute vergibt – neben dem Bower Award and Prize for Achievement in Science und der Benjamin Franklin Medal – noch den Bower Award for Business Leadership für herausragende Wirtschaftsleistungen (nicht wirtschaftswissenschaftliche Leistungen).

## Preisträger
- 1990/91 Paul C. Lauterbur
- 1991/92 Solomon H. Snyder
- 1992/93 Denis Parsons Burkitt
- 1993/94 Isabella L. Karle
- 1994/95 Chen Ning Yang
- 1995/96 Frederick P. Brooks
- 1997 Ralph L. Brinster
- 1998 Martin J. Rees
- 1999 Ralph J. Cicerone
- 2000 Alexander Rich
- 2001 Paul Baran
- 2002 John W. Cahn
- 2003 Paul B. MacCready
- 2004 Seymour Benzer
- 2005 Henri B. Kagan
- 2006 Narain G. Hingorani
- 2007 Stuart K. Card
- 2008 Takeo Kanade
- 2009 Sandra M. Faber
- 2010 W. Richard Peltier
- 2011 George Church
- 2012 Louis E. Brus
- 2013 Kenichi Iga
- 2014 Edmund M. Clarke
- 2015 Jean-Pierre Kruth
- 2016 William J. Borucki
- 2017 Claude Lorius
- 2018 Philippe Horvath
- 2019 Frances H. Arnold
- 2021 Kunihiko Fukushima
- 2022 Paul Slovic
- 2023 Deb Niemeier
- 2024 David A. Weitz
- 2025 Katharine N. Suding